# Nachttrein (film)
Nachttrein (Pools: Pociąg) is een Poolse misdaadfilm uit 1959 onder regie van Jerzy Kawalerowicz.

## Verhaal
Jerzy zit in een trein naar de Oostzeekust. Hij deelt een slaapcoupé met Marta, die net als hij op de vlucht schijnt te zijn. Dan blijkt dat de politie op zoek is naar een ontsnapte moordenaar.

## Rolverdeling
| Acteur               | Personage                   |
| -------------------- | --------------------------- |
| Lucyna Winnicka      | Marta                       |
| Leon Niemczyk        | Jerzy                       |
| Teresa Szmigielówna  | Vrouw van de advocaat       |
| Zbigniew Cybulski    | Staszek                     |
| Helena Dabrowska     | Treinconducteur             |
| Ignacy Machowski     | Passagier                   |
| Roland Glowacki      | Moordenaar                  |
| Aleksander Sewruk    | Advocaat                    |
| Zygmunt Zintel       | Passagier met slapeloosheid |
| Tadeusz Gwiazdowski  | Treinconducteur             |
| Witold Skaruch       | Priester                    |
| Michal Gazda         | Passagier                   |
| Zygmunt Malawski     | Politieagent                |
| Józef Lodynski       | Politieagent                |
| Kazimierz Wilamowski | Passagier                   |
| Jerzy Zapiór         | Jongetje                    |